# صموئيل فولر (سياسي)
صموئيل فولر (بالإنجليزية: Samuel Fowler)‏ هو محامي وسياسي أمريكي، ولد في 22 مارس 1851 في بورت جيرفيس في الولايات المتحدة، وتوفي في 17 مارس 1919 في نيوآرك في الولايات المتحدة. حزبياً، نشط في الحزب الديمقراطي. وقد انتخب عضو مجلس النواب الأمريكي.